# Первомайский сельсовет (Соль-Илецкий район)
Первомайский сельсовет — сельское поселение в Соль-Илецком районе Оренбургской области Российской Федерации.
Административный центр — село Первомайское.

## История
Статус и границы сельского поселения установлены Законом Оренбургской области от 2 сентября 2004 года № 1424/211-III-ОЗ «О наделении муниципальных образований Оренбургской области статусом муниципального района, городского округа, городского поселения, установлении и изменении границ муниципальных образований»

## Население
| 2010 | 2012  | 2013  | 2014  | 2015  |
| ---- | ----- | ----- | ----- | ----- |
| 1263 | ↘1235 | ↘1223 | ↘1209 | ↘1178 |

## Состав сельского поселения
| № | Населённый пункт | Тип населённого пункта       | Население |
| - | ---------------- | ---------------------------- | --------- |
| 1 | Егинсай          | село                         | 300       |
| 2 | Первомайское     | село, административный центр | 917       |
| 3 | Талды-Кудук      | аул                          | 46        |

### Упразднённые населённые пункты
Малая Хобда — упразднённый в 2001 году посёлок.